# まんがで発見たまごっち 爆笑4コマ劇場
『まんがで発見たまごっち 爆笑4コマ劇場』（まんがではっけんたまごっち ばくしょうよんコマげきじょう）は後藤英貴による漫画作品。『月刊コロコロコミック』（小学館）にて1997年8月号から1999年4月号まで、『別冊コロコロコミック』（同）にて1997年10月号から1998年12月号まで連載された。単行本は全2巻（後期、最終回は単行本未収録になっている）。

## 概要
たまごっちを主題とした4コマギャグマンガであり、本作ではたまごっちは言葉を話せず、「ピー」（たまごっちの呼び出し音）と鳴く。コミックス2巻よりむしっちとさかなっちのたまごっちが登場する。
元祖、新種、むしっち、さかなっちの4種類のたまごっちと人間の共存する世界を描いており、「たまごっちと人間の絆、共生」「違う種類のたまごっち同士のコミュニケーション」をテーマにしている。本作のたまごっちは「人間の友達」として描かれ、たまごっちと人間の異種族間交流を主題にしている。
たまごっちは原作では鶏卵と同じ位で、むしっちは虫眼鏡を使わないと見えない位小さいが、本作ではサイズを大きくしてアレンジしている（むしっちは普通のたまごっちの4分の1位の大きさで描かれている。カブトっちはまるっちと同じ位）。原作ではむしっちはふたごアリっちが地球のアリと同じ位、ちょびタマっちが1・78センチ、コガネっちが500円玉サイズ、イモっちが地球の青虫と同じ位で種類によって大きさが違うが、本作では同じ位のサイズで描かれている（ふたごアリっちはカブトっちより少し小さい程度）。
むしっちは小さく踏み潰される危険がある為、たまごっち星ではたまごっち達と離れたステキな森で暮らしているが、本作ではたまごっちや人間達と同じ場所で暮らしている。また本作のむしっちは冬になっても、冬眠しない。
さかなっちは一部を除き水中でしか生きられない為、むしっちに比べると出番は少ない。むしっちやさかなっちは野生の個体が基本だが、少数ながら人間に飼われている個体も存在する。
本作ではたまごっちもむしっちもさかなっちも、野生個体であっても人間に慣れており、人間に警戒心を抱く描写は無い（この辺はPlayStation版の『星で発見!! たまごっち』と同様）。
本体準拠の世界観なので、『ゲームで発見!! たまごっち2』のゲームボーイ版オリジナルたまごっちは登場せず、本体に登場するたまごっちだけが登場する。
たまごっちは1期では、地球の空気はたまごっちにとって有毒なのでたまごっちHOUSEに入らないと地球で暮らす事が出来なかったり、たまごっちは宇宙から来た電子生命体である為、地球上では電子のような物体になってしまい、そのままでは人間から姿も見えず声も聞こえず、触れる事も出来ない状態になるが、たまごっちHOUSEに入る事で、人間とたまごっちの交信が可能になる設定がある。しかし本作ではこれらの設定はオミット、アレンジされ普通に宇宙ペットとして地球に存在し、人間達に受け入れられ、人間達と共生している。
たまごっちの大きさは原作では鶏卵サイズだが、本作ではサイズを大きくしてアレンジし基本的に小さい子供位である（公式サイトではオバケのQ太郎をイメージしている）。原作では電子ペットだが、本作では電子ペットではなく本当に生きている少し変わったペットという設定に変更されている。
基本的に1種類につき1匹しか登場しないが（特にメインキャラのくちぱっちとまるっち）、登場しないだけで全種類に別個体は存在し、まめっちは初期の頃はもう1匹の別個体が登場しており、おやじっち、みのっち、ゲジっち、ヘルメっちなどは大量の別個体が登場するエピソードがある。
実機のむしっちは地球の虫のようなものなので躾けられなかったり、たまごっちとは育て方が違ったり、「意思疎通が困難で、たまごっちとは違う生き物」という側面が強いが、本作ではそれはオミットされ、「種類と独自要素以外は、通常のたまごっちと同じ存在」として描かれている。
登場たまごっちは元祖、新種、むしっち、さかなっちの4種類で、それ以外のたまごっち（てんしっち、オスっち・メスっちなど）は登場しない。

## 登場キャラクター

### 人間
男の子A
人間側の主人公。メインキャラクター。たまごっちが大好きな少年。まるっちとくちぱっちを育てているが、くちぱっちに手を焼いているツッコミ役。はしぞーっちを育てている従兄弟がいる。たまごっちに対して理解があり、彼らに優しく接している。その為たまごっち達はみんな彼を慕っていて、彼の回りには自然とたまごっち達が集まってくる。まめっちを育てる事に憧れを抱いており、迷惑ばかりかけるくちぱっちに対しては普段はぞんざいだが、本心では大切に思っている。
むしっちとさかなっちのような野生動物モチーフで育成ルールや住処が異なる亜種のたまごっちでも「少し変わったたまごっち」として捉えており、彼らを特別扱いはせず、ラフに接している。
男の子B
ますくっちの飼い主。帽子を被っている少年。ますくっちの罠によく引っかかる。
男の子C
たまごっちよりも普通のペットを好む目付きが悪い不良風の少年。目付きが悪い犬のポチやトカゲのトカちゃんなどを飼っている。女の子Bとの絡みが多い。
男の子D
坊主頭で小太りな体型の少年。男の子Aとは友達同士で、女の子Cとは両想いな関係。
男の子E
女の子Aとは別のまめっちの飼い主。瓶底眼鏡をかけた優等生で、まめっちに自分の宿題を頼んだりする。
男の子Aの従兄弟
はしぞーっちの飼い主。男の子Aとは仲が悪いが、ツッコミは同じ。
女の子A
まめっちの飼い主。男の子Aとの絡みが多い。最終回では、まめっちやぎんじろっちと共に病死したくちぱっちの復活を喜んだ。
女の子B
普通のペットよりもたまごっちをこよなく愛するお嬢様風の少女。しかし、自分が育てるたまごっちはよく実在動物に似たものに成長してしまう。
女の子C
たまごっちよりも植物を好む少女。常に笑みを絶やさない穏やかな性格。男の子Dとは両想いで、女の子Bとの絡みが多い。

### たまごっち
くちぱっち
たまごっち側の主人公。メインキャラクター。アダルトっち。男の子Aのペット。かなりのボケキャラ。迷惑な行動をとることもしばしば。最終回で病死するが、まるっちからの成長で復活する。原作と異なり、糸目で頬に渦巻きのマークがある。元祖、新種だけでなく、むしっちやさかなっちとも種族を超えた友情を築いている。
まるっち
男の子Aのペット。メインキャラクター。ベビーっち（幼児）。くちぱっちに色々と弄ばれる。よく迷子になる。なかなか成長しなかったが、最終回でたまっち、そしてくちぱっちへ成長する。
おやじっち
かくれたまごっち。カツラを装着していることが多い。大量の別個体が存在する。
ぎんじろっち
アダルトっち。涙もろい性格。いつも泣いている。原作では江戸っ子で元気で義理人情に厚い陽気な性格だが、本作では気弱で泣き虫な性格に変更されている。
たらこっち
アダルトっち。不良、もしくはオカマのキャラクターとして登場が多い。ほとんどたまっちから成長する。
まめっち
アダルトっち。女の子Aのペット。IQ250の超天才。礼儀正しく、生活も規則正しい。初期のころは男の子Eのペットである別個体も登場しており、飼い主と同じ眼鏡をかけている。女役が多い。1巻の『たまごっちキャラ図鑑①』では、「好きなゆで卵は半熟」「好きなケーキはミルフィーユ」「犬は苦手」という設定で紹介されている。
たまっち
こどもっち。よくたらこっちに成長する。女役が多い。
ますくっち
アダルトっち。男の子Bのペット。やや不良で、よく飼い主を罠にはめる。
しろベビっち
ベビーっち。まるっちと区別するため、目にハイライトがある。
みみっち
アダルトっち。まめっちと一緒にいることが多い。男役が多い。
はしぞーっち
アダルトっち。女の子Aからくちぱっちに似ていると言われたことがある。
カブトっち
2巻から登場。成虫っち。体は小さいが力持ち。空を飛ぶ事が出来る。太眉が強調され、原作絵と異なり糸目に描かれている。初登場時の表紙は糸目ではなく、原作絵と同じ丸い目で描かれていた。
原作では「カブトっちを大きく育てるモード」のみの登場で、他の成虫っちとは同じ世界線で存在出来ないが、本作では設定が変更され『ゲームで発見!! たまごっち2』や『たまごっちタウン』のように2つのモードが統合され、他の成虫っちと共存している。
コガネっち
2巻から登場。成虫っち。お金好きなお坊ちゃま気質で、お金に対して強い執着心を示し、特に小銭が好き。空を飛ぶ事が出来る。原作絵と異なり、目にハイライトがある。いつもキラキラ輝いていて、他のむしっちに比べると高級感のあるデザインになっている。
ふたごアリっち
2巻から登場。成虫っち。甘い物が大好きでよく2匹一緒にいる。原作（実機）では隠しキャラの1匹だが、本作では通常キャラという設定であり、本作のむしっちの隠しキャラはヘルメっちだけである。
ケロぴょんっち
2巻から登場。アダルトッシュ。さかなっちと、むしっちの天敵の2つの顔を持つ。さかなっちだが陸上生活が可能。

## 単行本情報
1.1998年4月1日発売　（小学館）　ISBN-978-4091-4937-12

2.1998年12月16日発売（小学館）　ISBN-978-4091-4937-29